# Egységes Európai Baloldal
Az Egységes Európai Baloldal (angolul: European United Left, franciául: Gauche unitaire européenne) egy szocialista és kommunista politikai pártokat tömörítő képviselőcsoport volt az Európai Parlamentben 1989 és 1993 valamint 1994 és 1995 között.

## Története
Az Egységes Európai Baloldal (EUL) csoportját 1989. július 25-én hozták létre az Olasz Kommunista Párt, a Spanyol Kommunista Párt, a görög Szinaszpízmosz és a dán Szocialista Néppárt képviselői. Később csatlakozott hozzájuk az ír Demokratikus Baloldal egyetlen Európa Parlamenti képviselője is.
Az EUL képviselőcsoportja 1993 januárjában megszűnt, miután az Olasz Kommunista Párt feloszlott és megalakult a Baloldali Demokratikus Párt, melynek képviselői elhagyták az EUL képviselőcsoportját, hogy csatlakozzanak az Európai Szocialisták Pártjához.
Az Egységes Európai Baloldal Konföderációs Csoportja néven 1994. július 19-én ismét megalakult a képviselőcsoport, melynek tagja volt a spanyol Egyesült Baloldal (beleértve a Spanyol Kommunista Pártot is), a görög Szinaszpízmosz, a Francia Kommunista Párt, a Portugál Kommunista Párt, Görögország Kommunista Pártja és az olasz Kommunista Újraalapítás Pártja. 
1995-ben az Európai Unió bővítése az Északi Zöld Baloldal létrejöttéhez vezetett, mely a finn Baloldali Szövetség, a svéd Baloldal és a dán Szocialista Néppárt európai parlamenti képviselőiből állt. Az Északi Zöld Baloldal Szövetsége 1995. január 6-án egyesült az Egyesült Európai Baloldali Konföderációs Csoporttal és az így létrejövő képviselőcsoportot az Egyesült Európai Baloldal/Északi Zöld Baloldal Konföderációs Csoportjának nevezték el.

## Tagok

### 3. Európai Parlament (1989–1994)
| Ország                     | Párt                  | Képviselők száma |
| -------------------------- | --------------------- | ---------------- |
| Olaszország                | Olasz Kommunista Párt | 22 / 81          |
| Görögország                | Szinaszpízmosz        | 4 / 24           |
| Spanyolország              | Egyesült Baloldal     | 4 / 81           |
| Dánia                      | Szocialista Néppárt   | 1 / 16           |
| Európai Gazdasági Közösség | Összesen              | 31 / 518         |